# 克利缅特·伏罗希洛夫
克利缅特·叶夫列莫维奇·伏罗希洛夫（俄语：Климент Ефремович Ворошилов，羅馬化：Kliment Yefremovich Voroshilov，ⓘ；1881年1月23日（2月4日）—1969年12月2日），前苏联领导人以及政治人物、军事家和国务活动家，苏联元帅（1935年），曾于史達林死后出任苏联名义上的国家元首7年。

## 生平
伏罗希洛夫出生于俄罗斯帝国叶卡捷琳诺斯拉夫省韋爾赫涅镇（今併入乌克兰卢甘斯克州利西昌斯克）的一个铁路工人家庭。1903年加入俄国社会民主工党。1906年4月参加在瑞典斯德哥尔摩举行的俄国社会民主工党第四次代表大会，与终生挚友斯大林结识。
1917年参加俄国二月革命和十月革命，11月，担任彼得格勒委员，与捷尔任斯基一起从事肃反委员会的组织工作。1918年与斯大林参与了察里津战役，因指挥不当遭俄共布中央指责。在1919年3月召开的俄国共产党（布尔什维克）第八次代表大会上，伏罗希洛夫作为军事反对派的一员遭俄共布中央定罪。因丢失哈尔科夫遭革命法庭起诉。
1921年出任北高加索军区司令，1924年改任莫斯科军区司令，1925年11月至1934年6月任苏联陆海军人民委员和苏联革命军事委员会主席，1934年至1940年任苏联国防人民委员。1929年中东路事件期间坐镇赤塔设置野战总部。1935年11月，首批荣膺苏联元帅军衔。
1940年起任苏联人民委员会副主席和苏联人民委员会国防委员会主席，1941年6月22日苏德战争爆发，苏联武装力量统帅部成立，伏罗希洛夫成为大本营成员。6月30日苏联国防委员会成立，伏罗希洛夫被任命为委员。7月10日，为了改善和加强对苏联武装力量的领导与指挥，统帅部改组为以斯大林为主席的总统帅部。8月8日，斯大林被任命为苏联武装力量最高统帅，总统帅部改名为最高统帅部，伏罗希洛夫仍为大本营成员。7月10日，伏罗希洛夫被任命为西北方向总指挥部总司令，统一指挥北方方面军、西北方面军及北方舰队、波罗的海舰队的作战。
战后1945年至1947年，伏罗希洛夫前往匈牙利，负责组建匈牙利共产党政权。后历任苏联部长会议副主席、苏联最高苏维埃主席团主席（即苏联名义上的国家元首）（1953年--1960年），苏联共产党中央主席团委员。后因试图推翻赫鲁晓夫被划为反党分子。
伏罗希洛夫两次获“苏联英雄”称号，获得列宁勋章8枚，红旗勋章6枚，一级苏沃洛夫勋章1枚。他1957年曾访问中华人民共和国，受到中共领导人空前热烈的欢迎。逗留廣州時，下榻廣東迎賓館的新二號樓。
1969年12月2日，伏罗希洛夫在莫斯科逝世。

## 外部連結
- Ворошилов Климент Ефремович на сайте Министерства обороны России（页面存档备份，存于）
- Речь товарища Ворошилова (заседание 30 января 1934 года, вечернее)
- Климент Ворошилов — великий луганчанин（页面存档备份，存于）
- Памятник маршалу Ворошилову в Лисичанске（页面存档备份，存于）
- Акт передачи Наркомата обороны от Ворошилова Тимошенко в 1940 году（页面存档备份，存于）
- Звезда наркома（页面存档备份，存于）

| 前任： 尼古拉·米哈伊洛维奇·什维尔尼克 | 苏联最高苏维埃主席团主席 1953-1960 | 继任： 列昂尼德·伊里奇·勃列日涅夫 |